# La Croix-Helléan
La Croix-Helléan (en bretó Ar Groez Helean) és un municipi francès, situat a la regió de Bretanya, al departament d'Ar Mor-Bihan. L'any 2006 tenia 750 habitants.

## Demografia
| 1962                                       | 1968 | 1975 | 1982 | 1990 | 1999 |  |
| ------------------------------------------ | ---- | ---- | ---- | ---- | ---- |  |
| 525                                        | 580  | 583  | 612  | 639  | 632  |  |
| Des de 1962: població sense dobles comptes |      |      |      |      |      |  |

## Administració
| Període   | Identitat       | Partit |
| --------- | --------------- | ------ |
| 2001-2008 | Odette Herviaux | PS     |
| 2008-     | Joël Guegan     |        |